# Periyar (Fluss)
Der Periyar ist ein Fluss im südwestindischen Bundesstaat Kerala.
Der Periyar ist der längste und wasserreichste Fluss in Kerala.
Er entspringt in den Westghats auf einer Höhe von 1600 m. Er fließt anfangs in nordwestlicher Richtung durch das Bergland. Dabei wird er von der Mullaperiyar-Talsperre und der Idukki-Talsperre aufgestaut. Anschließend strömt er entlang dem Fuß der Westghats, bis er sich bei Malayattur nach Westen wendet. Er passiert die Städte Kalady, Perumbavoor und Aluva. Schließlich mündet der Periyar 25 km nördlich von Kochi in das Arabische Meer.
Der Periyar hat eine Länge von 244 km. Er entwässert ein Areal von 5398 km², wovon 5284 km² in Kerala und 114 km² in Tamil Nadu liegen. Der mittlere Abfluss an seiner Mündung beträgt 295 m³/s.